# Enicospilus hyailosus
Enicospilus hyailosus là một loài tò vò trong họ Ichneumonidae.